# Leptinotarsa defecta
Leptinotarsa defecta  (лат.) — вид жуков-листоедов рода Leptinotarsa из семейства Chrysomelidae. Северная Америка: Мексика и США.

## Описание
Среднего размера жуки-листоеды (около 1 см), сходные с колорадским жуком. Каждое надкрылье с двумя неполными сильно редуцированными полосками. Тело овальное, выпуклое. Усики 11-и члениковые. Максиллярные щупики состоят из 4 сегментов (вершинный членик нижнечелюстных щупиков короче предшествующего). Пронотум шире головы.